# Alexander von Humboldt
Friedrich Heinrich Alexander Freiherr von Humboldt (Berlijn, 14 september 1769 – aldaar, 6 mei 1859) was een Pruisische natuurvorser en ontdekkingsreiziger. Humboldt deed onderzoek in Midden- en Zuid-Amerika en gaf een uitvoerige beschrijving van het fysische heelal. Hij was de jongere broer van Wilhelm von Humboldt. Volgens de Britse natuuronderzoeker Charles Darwin (1809-1882) was Humboldt de belangrijkste wetenschappelijke reiziger aller tijden.

## Levensloop

### Jeugd

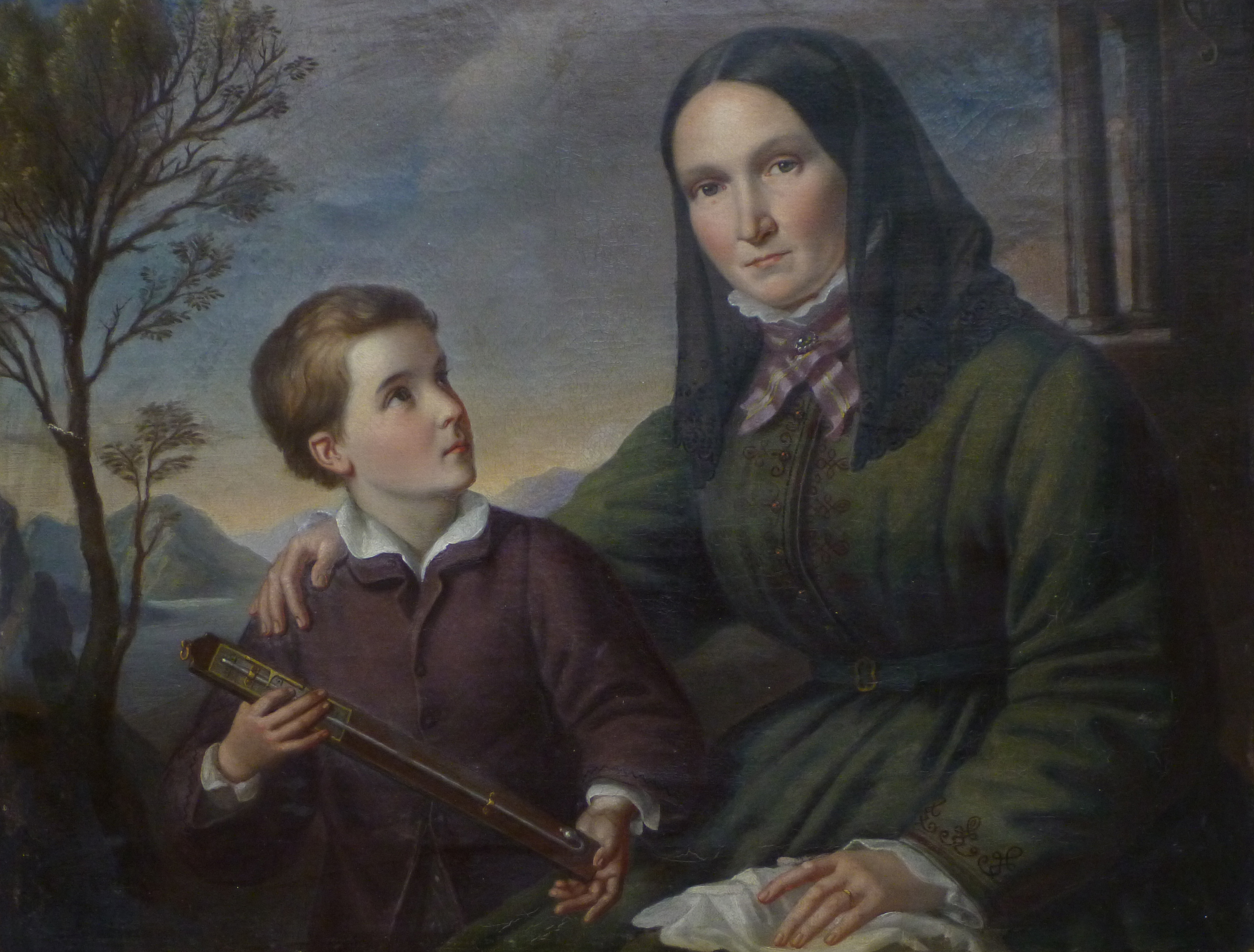
Alexander von Humboldt als jongen, een barometer vasthoudend, met zijn moeder Maria Elisabeth (Colomb) von Humboldt

Alexander von Humboldt was de zoon van de Pruisische officier Alexander George von Humboldt, die wegens zijn verdienste in de Zevenjarige Oorlog tot kamerheer van de Pruisische kroonprinses was benoemd. Zijn moeder was Marie-Elisabeth von Humboldt-Colomb, afkomstig uit een rijke hugenotenfamilie en eerder weduwe van baron Von Hollwede. Het paar trouwde in 1766 en had twee zonen, Alexander en zijn twee jaar oudere broer Wilhelm von Humboldt. Beiden zouden bekende geleerden worden. De vader had vanwege zijn dienst als kamerheer aan het Pruisische hof zulke goede contacten met de koninklijke familie dat de kroonprins, de latere koning Frederik Willem II, als peetoom optrad bij Alexanders doop. Nog in hetzelfde jaar (1769) werd het huwelijk van de kroonprins door een scheiding beëindigd en de voormalige kroonprinses gevangengezet, zodat vader Humboldt als kamerheer zonder functie zat. Hij trok zich daarop met zijn gezin terug op zijn landgoed bij Slot Tegel, niet ver van Berlijn. De grootste wens van vader en moeder Humboldt was hun zonen de best mogelijke opvoeding te geven, waarvoor ze de beste privéleraren inhuurden. De voorkeur ging daarbij uit naar pedagogen die bekend waren met de Verlichting. Zo was de door Rousseau geïnspireerde pedagoog Joachim Heinrich Campe tussen 1769 en 1773 en in 1775 huisleraar op het slot. Vanaf 1777 was Gottlob Johann Christian Kunth de privéleraar van de jongens. Kunth won snel het vertrouwen van vader Humboldt, en na diens plotselinge dood in 1779 bleef Kunth het vertrouwen van de weduwe Humboldt genieten.
Moeder Humboldt stak het grootste deel van haar geld, dat vooral afkomstig was uit de erfenis van haar eerste man, in de opleiding van haar zoons, met als doel ze klaar te stomen voor hoge functies in het Pruisische staatsapparaat. Zo kregen de broers uitmuntend onderwijs in zowel klassieke als nieuwe talen, en werden ze onder Kunths leiding door een groot aantal specialisten op universitair niveau onderricht in natuurkunde, geografie, economie, filosofie en rechten. Onder de leraren bevonden zich de jurist Wilhelm von Dohm en de sterk door Kant beïnvloede arts-filosoof Marcus Herz. Via Herz waren de broers lid van de salon van diens vrouw, de schrijfster Henriette Herz. Op die manier kwamen ze in aanraking met de door Moses Mendelssohn gestichte Berlijnse Verlichting.
De leraren zagen Alexander als de minder begaafde van de twee broers, omdat hij moeite had met het opnemen van de stof. Desondanks spoorden ze hem aan dezelfde, voor die tijd karakteristiek abstracte stof te leren als zijn twee jaar oudere broer Wilhelm. Aan de andere kant ontwikkelde Alexander al op zeer jonge leeftijd een interesse voor de natuur in zijn directe omgeving. Hij verzamelde insecten, stenen en planten en werd daarom door zijn leraren wel "kleine Apotheker" genoemd. Deze interesse ontwikkelde hij echter buiten de doelen van zijn leraren om. Ook ontwikkelde hij een teken- en schildertalent, dat door zijn moeder verder werd gestimuleerd door het aanstellen van de illustrator Daniel Chodowiecki als zijn privéleraar. Van Chodowiecki leerde Alexander schilderen en graveren. In 1786 werden enkele van Alexanders tekeningen tentoongesteld op een expositie aan de Berliner Akademie.
Met het oog op toekomstige carrières in staatsdienst stuurde moeder Humboldt haar zoons in 1787 naar Frankfurt (an der Oder), waar ze aan de universiteit Viadrina gingen studeren. Wilhelm begon een opleiding in rechten, terwijl Alexander kameralistiek studeerde, een vorm van staatsinrichting, met als bijvakken geschiedenis, medicijnen, natuurkunde en wiskunde. In februari 1788 sloot Alexander met de theologiestudent Wilhelm Gabriel Wegener een "eeuwige vriendschapsbond". Sommige biografen hebben gesuggereerd dat Humboldt homoseksueel was. Als mogelijke liefdesverhoudingen van Humboldt zijn genoemd: Israel Stieglitz, Johann Carl Freiesleben, de officier Reinhard von Haeften en in Parijs de chemicus Joseph Louis Gay-Lussac, waarmee Alexander vier jaar lang een woning deelde, en Carl von Steuben. Duidelijk is in ieder geval dat Alexander von Humboldt tot zijn dood vrijgezel bleef.
De studie aan de universiteit in Frankfurt had beide broers echter duidelijk geen nieuwe kennis te bieden. Daarom schreven ze zich na één semester alweer uit. Alexander was vooral bezig zijn kennis over botanie (plantkunde) op te vijzelen. Het volgende jaar, in april 1789, schreef hij zich in navolging van zijn oudere broer in aan de universiteit van Göttingen, het belangrijkste centrum van de verlichting in die tijd. Hier volgde hij colleges van onder anderen de archeoloog Christian Gottlob Heyne, de anatoom en natuurvorser Johann Friedrich Blumenbach en de wis- en natuurkundige Georg Christoph Lichtenberg. Vooral Blumenbach had grote invloed op de jonge Humboldt, met name zijn idee dat wetenschappelijke ontdekkingsreizen een belangrijke bron van kennis voor de antropologie en biologie zijn. Van al zijn leraren leek Alexander von Humboldt echter het meest gesteld op de schrijver en natuurvorser Georg Forster, aan wie hij een stroom wetenschappelijke vragen stelde, met name over geologische onderwerpen. Humboldt publiceerde in februari 1790 zijn eerste grotere wetenschappelijke verhandeling (Mineralogische Beobachtungen über einige Basalte am Rhein) over stollingsgesteente. Daarop, van maart tot juli 1790, ondernamen Forster en de jonge Humboldt een gezamenlijke wetenschappelijke onderzoeksreis door Nederrijn, Nederland, Engeland en het noorden van Frankrijk. Frankrijk was op dat moment in de ban van de revolutie, die op beide geleerden een diepe indruk maakte. Forster zou een belangrijke rol gaan spelen in de voortgang van de revolutie, met name in de Republiek Mainz. Humboldt werd aanhanger van de idealen van de Franse Revolutie en de mensenrechten. Vanaf dat moment besloot hij zich voor te bereiden op een carrière als wetenschappelijk onderzoeksreiziger. De rest van het jaar bracht hij door in Hamburg, waar hij onder Johann Georg Büsch handelswetenschappen en volkerenkunde studeerde.

### In staatsdienst
Humboldts volgende stap was in dienst te treden bij het Pruisische mijnwezen. In mei 1791 werd hij aangesteld onder Oberberghauptmann Friedrich Anton von Heynitz. Op die manier liet hij zijn moeders wens in vervulling gaan om een carrière in staatsdienst te beginnen, maar tegelijkertijd maakte hij van zijn positie bij het mijnwezen gebruik om aan de Bergakademie Freiberg colleges van de geoloog Abraham Gottlob Werner te volgen. Duidelijk is dat hij staatsdienst slechts als verdere voorbereiding zag op een carrière als wetenschappelijk onderzoeksreiziger. Als opzichter in de mijnen begon zijn dag om zes uur 's morgens, op welk tijdstip hij met de mijnwerkers in de groeve moest zijn. Na zijn werk in de mijnen, in de namiddag, bezocht hij colleges aan de Bergakademie. In de tussentijd bestudeerde hij ook nog de plantenwereld in de omgeving van Freiberg (hierover zou hij later een belangrijk werk publiceren - Florae Fribergensis Specimen) en de verbranding van stoffen, een op dat moment actueel probleem in de scheikunde. Het curriculum van de studenten aan de Bergakademie duurde normaal drie jaar, maar Humboldt had het in acht maanden afgerond. Ook in zijn functie als opzichter bleek hij uitmuntend te presteren. In 1792 werd hem opgedragen de mijnbouwkundige methoden in Bayreuth te bestuderen. Onderweg inspecteerde hij de mijnen van Kamsdorf-Könitz en Schmiedefeld. In de laatste mijnen wist hij de winningsmethode van aluin revolutionair te verbeteren. Vanwege zijn verdiensten werd hij al na een half jaar bevorderd tot Oberbergmeister, met de opdracht de mijnen in het Fichtelgebirge en Frankenwald te saneren. In korte tijd lukte het hem ook hier de opbrengst van de mijnen te verveelvoudigen. Daarbij deed hij niets ten nadele van de mijnwerkers. Integendeel: hij vond op grond van scheikundige analyse van de lucht in de mijnschachten een voorloper van het gasmasker uit, dat de veiligheid van de mijnwerkers ten goede kwam. Tussen 1792 en 1795 woonde Humboldt achtereenvolgens in Steben, Arzberg en Goldkronach. Uit eigen middelen richtte hij, zonder zijn meerderen te raadplegen, een mijnwerkersschool op in Steben, voor leerlingen in alle leeftijden tussen 12 en 30 jaar. De school kan gezien worden als de eerste beroepsschool in Duitsland. De school gaf onder andere onderricht in mineralogie, mijnbouwtechnische rekenkunde, mijnbouwrechten, machinekunde en omgang met het kompas. Humboldt schreef zelf de leerboeken die in de school gebruikt werden. Hij verbeterde ook het ontwerp van de mijnwerkerslamp. Bij een test van de lamp in een mijnschacht kwam hij echter in aanraking met giftige gassen, waardoor hij buiten bewustzijn raakte. Het licht van de lamp hielp de reddingswerkers vervolgens hem op tijd te vinden.
Tegelijkertijd leidde zijn wetenschappelijke interesse hem ertoe in zijn vrije tijd experimenten uit te voeren. Na gelezen te hebben over de gevoeligheid van spieren voor elektriciteit (zogenaamd galvanisme, destijds net ontdekt door Luigi Galvani), bracht Humboldt zichzelf wonden toe op de rug, om deze in aanraking met verschillende metalen te brengen, zoals zink of zilver. Hij filosofeerde over een achterliggende "levenskracht" die verantwoordelijk was en wellicht gemeten kon worden. Voor zijn experimenten, tekeningen en correspondentie werkte hij vaak 's nachts door. Hij sliep zelden langer dan vier uur.

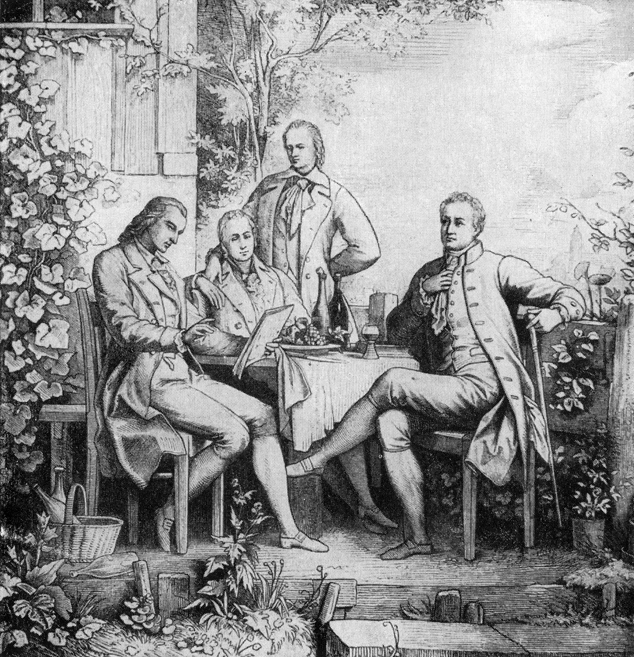
Vier belangrijke personen uit de Weimarklassiek: Schiller, Wilhelm en Alexander von Humboldt en Goethe in Jena, rond 1797.

In 1794 werd Humboldt toegelaten tot het elitaire gezelschap van kunstenaars, schrijvers en denkers dat bekend werd onder de naam weimarklassiek. Hij schreef het jaar daarop een filosofische allegorie op de "levenskracht" die hij met zijn experimenten probeerde te onderzoeken in Friedrich Schillers tijdschrift Die Horen.
Humboldts opmerkelijke werklust en gaven bleven niet onopgemerkt. Politici als Freiherr vom Stein en Freiherr Hardenberg, die later een belangrijke rol bij de Pruisische staatshervorming zouden spelen, probeerden hem voor hun doelen in te zetten. Hetzelfde gold voor Humboldts directe meerdere, Von Heynitz, die hem in 1794 tot Bergrat en in 1795 tot Oberbergrat promoveerde, de hoogst mogelijke functie buiten het ministerie. Ondanks de gunsten en promoties die zijn beschermheren hem boden, zag Humboldt zijn werk voor het mijnwezen echter van het begin af aan slechts als tijdelijke voorbereiding op zijn eigenlijke roeping. Toen zijn moeder in 1796 stierf ontsloeg dat Humboldt van de morele plicht carrière in staatsdienst te maken. Ook had hij opeens de beschikking over aanzienlijke financiële middelen uit de erfenis. Hij trad onmiddellijk uit het mijnwezen, om als onafhankelijk natuurvorser verder te gaan. Als doel stelde hij het samenbrengen van de fysisch geografische kennis van zijn tijd, die hij door middel van ontdekkingsreizen zelf wilde uitbreiden. Eind 1796 had hij al een duidelijk plan vastgesteld. Daarin gaf hij zichzelf enige tijd om zich voor te bereiden op zijn grote onderzoeksreis, met name het ontwikkelen van zijn instrumenten en een jaar in Italië om zich met vulkanen bekend te maken. Het plan voorzag daarna in een verblijf in Engeland, waarvandaan hij per schip naar West-Indië wilde verder reizen.
Humboldt koos voor wat zijn eerste grote expeditie moest worden als doel een enorm gebied rond de Caraïben, Midden-Amerika en het noordelijk deel van Zuid-Amerika. De filosoof Johann Gottfried von Herder had al op de sterke verschillen tussen de natuur in de Andes en in het Amazonebekken gewezen en opgeroepen de overgang tussen beide te onderzoeken. Het gewenste onderzoek besloeg onder andere het meten van de hoogte van de Andes (die destijds als hoogste gebergte ter wereld werd beschouwd), het onderzoeken van de bodemgesteldheid, het opmeten van plaatselijke afwijkingen van het aardmagnetisch veld en het meten van de temperaturen. Voor onder andere deze zaken ontwikkelde Humboldt meetinstrumenten. Hij testte zijn instrumenten tijdens korte tochten naar verschillende soorten landschappen en natuurgebieden, zoals bijvoorbeeld de Alpen. Voor zijn verslagen ontwikkelde hij een eigen pasigrafie, een systeem van tekens, pijlen en letters waarmee hij snel kon aangeven wat voor gesteente of vegetatie hij op een bepaalde locatie aantrof. Daarnaast bestudeerde hij tijdens deze jaren van voorbereiding vele relevante reisverslagen en hield hij de nieuwste ontwikkelingen op wetenschappelijk gebied bij. Ook correspondeerde hij met vooraanstaande zoölogen, botanici en astronomen.
In mei 1798 begaf Humboldt zich naar Parijs, in die tijd het centrum van de moderne wetenschap. Een belangrijk doel was een capabele metgezel te vinden die hem op zijn reis kon bijstaan en assisteren. In Parijs vestigde hij naam met wetenschappelijke voordrachten en debatten en ook wist hij een vakkundige metgezel te vinden in de persoon van de botanicus Aimé Bonpland. Zijn volgende stap was het zoeken naar mogelijkheden om in Amerika te belanden.

### Zuid- en Midden-Amerika

Alexander von Humboldts Amerikaanse reis (1799-1804).

Humboldt was van plan halverwege 1798 op weg te gaan, maar de politieke ontwikkelingen in Europa dwarsboomden zijn plannen. De napoleontische oorlogen maakten het onmogelijk naar Engeland te reizen om van daaruit een schip over de oceaan te nemen. Daarop hoopte Humboldt met de Franse ontdekkingsreiziger kapitein Nicolas Baudin mee te kunnen varen, die een reis om de wereld wilde maken en Humboldt had uitgenodigd mee te varen. De reis werd echter uitgesteld. Daarop probeerden Humboldt en Bonpland tevergeefs vanaf het zuiden van Frankrijk per schip richting Egypte te varen, om zich bij Napoleons Egyptische expeditie aan te sluiten. Toen dat niet lukte, besloten ze naar Madrid verder te reizen om de toestemming van de Spaanse troon te verkrijgen voor een Zuid-Amerikaanse onderzoeksreis. De tocht dwars door het zuiden van Frankrijk en de Spaanse hooglanden werd grotendeels naast de kar met instrumenten lopend afgelegd. De enorme hoeveelheid metingen die Humboldt onderweg deed, maakten voor het eerst de hoogte en fysiografie van het Spaanse hoogland duidelijk.
Aan het Spaanse hof werden de twee geleerden onverwacht warm ontvangen. De Spaanse minister Don Mariano Luis de Urquijo stelde zich op als persoonlijke beschermheer en gaf Humboldt de best mogelijke reispapieren, een privilege waarvan Humboldt zelf vermoedde dat het nog nooit eerder een buitenlander ten deel gevallen was. Deze hartelijke ontvangst was waarschijnlijk deels te danken aan Humboldts persoonlijke diplomatieke kennis en zijn vlekkeloze beheersing van het Spaans. Ook zijn ervaring met het mijnwezen en reputatie als wetenschapper zullen een rol hebben gespeeld. Urquijo dacht waarschijnlijk profijt te zullen hebben van Humboldts mijnbouwkundige kennis, en inderdaad zou diens verslag over de zilvermijnen in Nieuw-Spanje later massale buitenlandse investeringen in het gebied veroorzaken. De reispas die Humboldt meekreeg, garandeerde onbeperkte handelsvrijheid en toegang tot alle delen van de Spaanse koloniën, alsook recht op persoonlijke ontvangst door de plaatselijke Spaanse beambten en gouverneurs.
Op 5 juni 1799 vertrokken Humboldt en Bonpland met het fregat Pizarro uit de haven van La Coruña. Mee aan boord nam Humboldt ongeveer 50 verschillende van de modernste meetinstrumenten, zoals sextanten, quadranten, telescopen, verrekijkers, een scheepschronometer voor het meten van de geografische breedtegraad, een declinatorium, een inclinatorium, een cyanometer, een eudiometer, een airometer, een hyetometer, een elektrometer, een hygrometer, een barometer en een thermometer. Er werd een tussenstop gemaakt op het eiland Tenerife, waar Humboldt en Bonpland de stratovulkaan Teide beklommen en nauwkeurig de hoogte en vegetatiezones in kaart brachten. Ze overnachtten in een grot onder de top van de berg, om de volgende dag de krater van de vulkaan te onderzoeken.
Vanaf Tenerife staken ze vervolgens in 22 dagen de Atlantische Oceaan over, en op 16 juli 1799 kwamen ze in Cumaná (tegenwoordig Venezuela) aan. Hier verrichtten de twee geleerden grondig onderzoekswerk, waarbij ze excursies maakten en de natuur en geografie van het gebied nauwkeurig documenteerden en in kaart brachten. In de nacht van 11 op 12 november was Humboldt getuige van een meteorietenregen (de Leoniden). Zijn beschrijving zou later bijdragen aan de ontdekking dat dit fenomeen periodiek van aard is.
Humboldts Amerikaanse onderzoeksreis bestond uit drie grote expedities naar het binnenland afgewisseld met perioden van voorbereiding, en waarin Humboldt en Bonpland min of meer in hetzelfde gebied bleven werken. Vanaf Caracas begon in februari 1800 de eerste grote expeditie landinwaarts, met als doel het stroomgebied van de Orinoco te onderzoeken. In totaal zou deze tocht vier maanden duren, waarin 2776 km werd afgelegd door tot dan toe onbekend, grotendeels onbewoond gebied, bedekt met dichte jungle. Terwijl Humboldt landmetingen verrichtte, onderzocht Bonpland de plaatselijke plantenwereld. Beiden waren voortdurend aan het schrijven en schetsen, zelfs onder de moeilijkste omstandigheden. Er werd in een piroge gereisd, een kleine boot bestaande uit een uitgeholde boomstam. Deze was ongeveer 13 m lang en een meter breed. De bemanning bestond uit een stuurman en vier Indiaanse roeiers. Vanwege de meetinstrumenten, planten, gesteentemonsters en in kooien vervoerde vogels en apen bleef er in de boot nauwelijks beweegruimte over. Vanaf Caracas voeren ze eerst over de rivier de Apure naar de Orinoco. Deze rivier werd zo ver mogelijk zuidwaarts stroomopwaarts gevolgd, waarna ze over land naar de Rio Atabapo trokken en die stroomafwaarts afvoeren tot de Rio Negro, een zijrivier van de Amazone. Tijdens de tocht werd de Casiquiare in kaart gebracht, een bevaarbare verbinding tussen de Orinoco en Rio Négro. De Casiquaire is een afsplitsing (bifurcatie) van de Orinoco, een zeer zeldzaam verschijnsel waarvan Humboldt zeer precies de locatie in kaart bracht. Het is de enige uitzondering op de regel dat er tussen de grote stroomgebieden ter wereld geen natuurlijke verbindingen bestaan. Ook werd tijdens de expeditie voor het eerst de levenswijze van de lokale indianenstammen beschreven, de Maipures en de destijds kortgeleden uitgestorven Atures. Ook slaagden Humboldt en Bonpland erin enkele sidderalen te vangen. Bij het bestuderen van de dieren ontvingen beiden potentieel zeer gevaarlijke elektrische schokken. In Guyana schreef Humboldt dat de muggen zo talrijk waren dat men vanwege de beten een pen niet stil kon vasthouden. Humboldt en Bonpland leefden op een dieet van rijst en bananen, af en toe aangevuld met vlees als de Indiaanse roeiers een aap vingen. Alleen het feit dat de twee de tocht gezond overleefden, was al opzienbarend. Bonpland was in Angostura nog dicht bij de dood gekomen tijdens hevige koortsen. Behalve geluk speelden de vastbeslotenheid en sterke fysieke gesteldheid van beide mannen waarschijnlijk ook een rol.
Na terugkomst in Caracas staken ze in november 1800 de zee over naar Cuba. Humboldt schreef hier een verslag over de geografie en politiek van het eiland.
In maart 1801 landden de twee ontdekkingsreizigers weer op het vasteland van Zuid-Amerika, namelijk in Cartagena aan wat tegenwoordig de Colombiaanse Caraïbische kust is. Humboldt had gehoord dat hij zich aldaar wellicht alsnog kon aansluiten bij de expeditie van Nicolas Baudin. In plaats daarvan volgde echter een tweede grotere expeditie landinwaarts. Vanaf Barancas Nuevas voeren Humboldt en Bonpland stroomopwaarts over de Rio Magdalena. Hoewel de twee geleerden de tocht overleefden, kwamen van de twintig roeiers slechts twaalf levend in Honda aan. Daarvandaan trokken ze in vier dagen omhoog door de Andes, naar Bogotá. In deze grotere stad werden de twee ontvangen door de botanicus Jose Celestino Mutis. Humboldt schreef voor de Spaanse onderkoning van Nieuw-Granada een rapport over de goudmijnen in het gebied. In september trokken ze verder richting Quito, waar ze op 6 januari 1802 aankwamen. De tocht door de Andes verliep allesbehalve gemakkelijk: de lastdieren zakten tot schofthoogte weg in moerassen; op andere plekken trokken ze door nauwe kloven en dichte wouden. In Quito werd de expeditie hartelijk ontvangen door hertog Puan Pío Montúfar y Larrea. De zoon van de hertog, Carlos Montúfar, zou de expeditie verder vergezellen en later in Spanje de officiersopleiding volgen. Omdat Carlos Montúfar, net als Simon Bolivar, Humboldt na diens terugkeer naar Europa in 1804 in Parijs en in 1805 in Rome ontmoette, moet hij op de hoogte zijn geweest van zijn kritiek op het koloniale bewind. Deze kritiek zal Humboldt tijdens zijn reis voor zich hebben moeten houden, om de autoriteiten niet voor het hoofd te stoten.

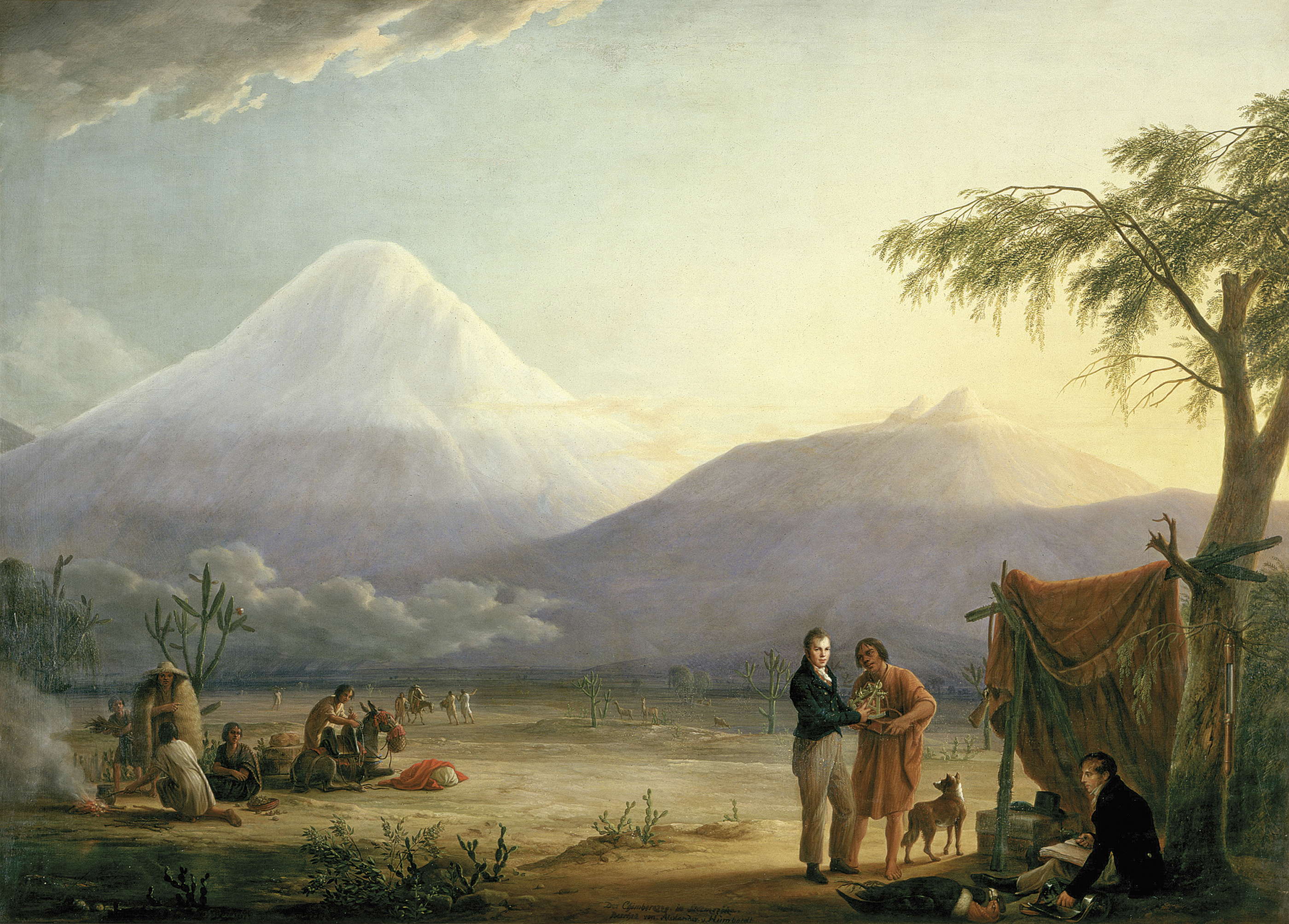
Humboldt en Bonpland onder de Chimborazo. Schilderij door Friedrich Georg Weitsch in 1810.

Na het oponthoud in Quito werden de vulkanen van het tegenwoordige Ecuador het onderzoeksdoel van de expeditie. Humboldt vond hier sluitend bewijs dat vulkanisch gesteente gevormd wordt door vulkanisme. Tot dan toe meenden de meeste geologen, onder aanvoering van Humboldts invloedrijke vroegere leraar Abraham Gottlob Werner, dat alle gesteenten afgezet worden door de zee. Deze hypothese, die "neptunisme" genoemd wordt, werd door Humboldts ontdekkingen in één klap onhoudbaar.
Humboldt en zijn reisgenoten beklommen ook enkele van de vulkanen van het gebied. De Pichincha werd zelfs twee maal beklommen, na een eerdere afgebroken poging. Tijdens de tweede beklimming vond een hevige aardbeving plaats, die nauwkeurig door Humboldt werd beschreven. Nog opzienbarender was in die tijd de beklimming van de Chimborazo (6310 m). Humboldt, Bonpland en Montúfar stuitten 400 tot 800 m onder de top op een onoverbrugbare rotsspleet en moesten rechtsomkeert maken, de bereikte hoogte bleef 30 jaar lang een record onder bergbeklimmers. De prestatie is des te opvallender als men rekening houdt met het schoeisel, de kleren en de uitrusting die de drie mannen gebruikten. Daarbij vertoonden ze tijdens de beklimming vergaande symptomen van hoogteziekte: duizeligheid, braken en bloedingen aan lippen en tandvlees. In plaats van na deze beklimming rust te houden onderzochten ze daarop de bovenloop van de Marañón in het brongebied van de Amazone. Ook werden de Incaruïnes in de omgeving van Cajamarca bekeken en beschreven. Humboldt ontdekte tijdens metingen de magnetische equator, die ze passeerden. De Andesexpeditie werd afgesloten toen ze, na de vierde dwarsoversteek van de Andes, op 23 oktober 1803 in Lima aankwamen. Tijdens de reis waren de klimaat- en vegetatiezones van de Andes tussen de tiende noorder- en zuiderbreedtegraden nauwkeurig in kaart gebracht.
Op 9 november 1802 nam Humboldt in Callao, de haven van Lima, een Mercuriusovergang waar. Dankzij deze waarneming kon hij de lengtegraad waarop Lima ligt, nauwkeuriger bepalen. Zijn plaatsbepaling was zo precies, dat ze een standaard bleef voor plaatsbepalingen in het gehele westen van Zuid-Amerika. In Lima zat Humboldt niet stil: hij bestudeerde de eigenschappen van guano. Zijn verslag zou de winning en export naar Europa van guano stimuleren.
Al voor het bereiken van Quito was Humboldt ter ore gekomen dat kapitein Baudin een routewijziging in zijn tocht rond de wereld had gemaakt, waardoor aansluiten bij de expeditie opnieuw onmogelijk werd. Daarom voeren Humboldt en zijn reisgenoten van Lima eerst naar Guayaquil, waar Humboldt door temperatuurmetingen de naar hem genoemde zeestroming ontdekte. Daarvandaan voeren ze verder naar Acapulco. Vervolgens brachten ze een jaar in het tegenwoordige Mexico door. De route liep van Acapulco over Mexico-Stad naar Veracruz aan de Caraïbische kust. Opnieuw werden geografie en terrein nauwkeurig opgemeten en in kaart gebracht. In Mexico-Stad werd enige tijd doorgebracht. Humboldt verzamelde hier materiaal voor zijn verslag over Nieuw-Spanje, waarin hij de politieke, sociale en economische situatie van het gebied beschreef, zoals hij eerder ook in Cuba deed. Deze twee werken waren een belangrijke stap in het ontstaan van de moderne geografie en diende later tot voorbeeld van talloze ontdekkingsreizigers en onderzoekers.
In maart en april 1804 verbleven Humboldt en zijn metgezellen opnieuw enige tijd in Havanna op Cuba. Daarna werd de Amerikareis afgesloten met een bezoek aan de Verenigde Staten, waar Humboldt in Washington DC en Philadelphia een aantal weken de gast was van de Amerikaanse president Thomas Jefferson. Uiteindelijk betraden Humboldt en Bonpland op 3 augustus 1804 opnieuw Europese bodem toen ze de haven van Bordeaux binnenvoeren.

### Tussen Parijs en Berlijn

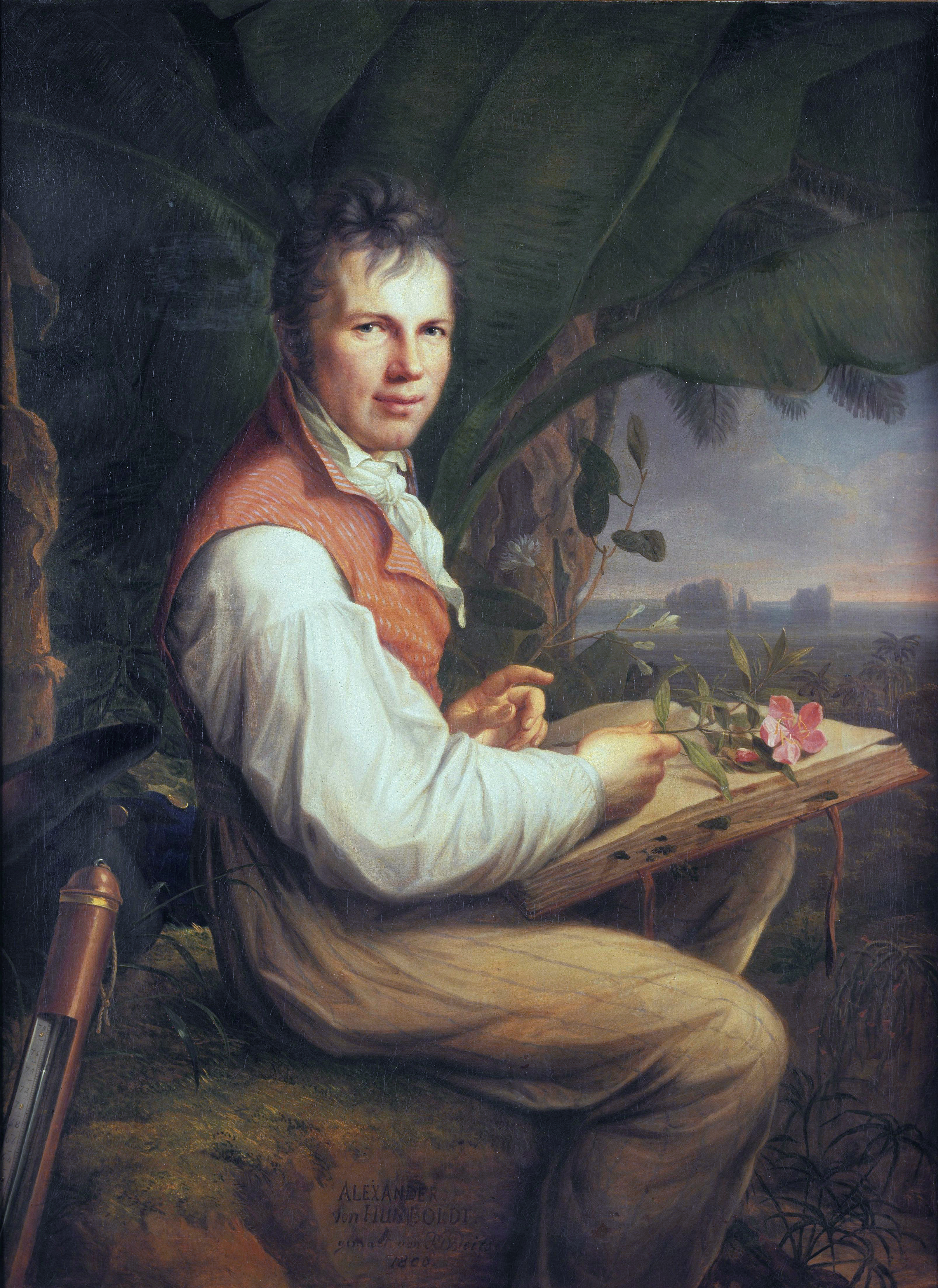
Alexander von Humboldt, portret door Friedrich Georg Weitsch uit 1806.

Al tijdens zijn Amerikareis was Humboldt in Europa uitgegroeid tot een wetenschappelijke bekendheid. Na zijn terugkeer uit Amerika werd Humboldt gevierd als de “tweede ontdekker van Cuba” en groeide hij uit tot een van de beroemdste mannen van Europa. Hij was benoemd tot buitengewoon lid van de Pruisische academie van wetenschappen (de Leopoldina). Onmiddellijk na zijn terugkomst ontving hij van de Pruisische koning ook een pensioen van 2500 taler, hoewel dit hem tot niets verplichtte. Ook werd hij benoemd tot koninklijk kamerheer, hoewel ook deze functie symbolisch bleef.
Het was nog nooit eerder voorgekomen dat een geleerde uit privémiddelen een dergelijke onderzoeksreis ondernam. Humboldts vermogen was dan ook met een derde afgenomen. In de daaropvolgende dertig jaar zou hij de overige twee derde verbruiken tijdens het schrijven en samenstellen van zijn reisverslag, dat in 30 volumes uitgegeven werd. Het werd het grootste ooit verschenen verslag over een privéreis, vooral omdat Humboldt niet in de eerste plaats geïnteresseerd was in het vertellen van zijn belevenissen, maar een gedetailleerd en zeer veelzijdig wetenschappelijk werk schreef. Hij begaf zich direct na aankomst in Europa naar Parijs, waar hij zich bij wilde lezen in de stand van de wetenschap, na vijf jaar afwezig te zijn geweest. Zijn collega's bereidden hem een grandioze ontvangst voor en beloofden hem alle hulp bij het vervaardigen van zijn reisverslag. Humboldt had deze hulp nodig, omdat hij de geografie van Amerika beschreef in de context van de gehele wereld. Die context moest hij van anderen vernemen. Dit gold voor alle wetenschappelijke onderdelen van zijn reisverslag, van de natuur tot de economie en sociale omstandigheden. Parijs was de beste werkplek, omdat het destijds het centrum van de wetenschappelijke wereld was en de bekendste geleerden hier woonden. Dit is ook de reden dat Humboldts reisverslag alleen compleet in het Frans verschenen is.
Hoewel Humboldt daarom aanvankelijk niet de neiging had naar Pruisen te reizen, vestigde hij zich tegen zijn zin, onder druk van zijn broer Wilhelm en de Pruisische koning, die de beroemde geleerde graag aan zijn zijde had, in november 1805 in Berlijn. Na de ineenstorting van het koninkrijk Pruisen na de Slag bij Jena in 1806 volgde de bezetting van Berlijn door de Fransen. Het voorouderlijk slot van de Humboldts, Schloß Tegel, dat bij de erfenis aan Wilhelm toegewezen was, werd door Franse soldaten geplunderd. Alexander von Humboldt benutte zijn goede contacten met de Franse elite zowel om de harde bezettingspolitiek af te zwakken als om een schadevergoeding voor zijn broer te bedingen. De door de Fransen opgelegde oorlogsschatting dreigde Pruisen echter financieel te gronde te richten. Humboldts vroegere meerdere, Freiherr vom Stein, die als hervormer in de nieuwe regering benoemd was, zond daarop in 1807 een diplomatieke missie naar Parijs om vermindering van de schadebetalingen te bedingen. De expeditie stond onder leiding van prins Willem, de broer van koning Frederik Willem III van Pruisen. Alexander von Humboldt reisde mee als adviseur van de prins, zodat hij na twee jaar opnieuw in Parijs belandde. Op voorspraak van de prins kreeg hij zelfs toestemming zich daar te vestigen om verder aan zijn reisverslag te werken. Humboldt wist de daaropvolgende 20 jaar de druk om terug te keren naar Berlijn te negeren. Zo sloeg hij in 1809 een aanbod om minister te worden af. Hij bleef echter de gunst van de Pruisische koning genieten, die hem vanwege zijn Franse contacten en diplomatieke vaardigheden en reputatie niet kon missen. Zo was hij een van de belangrijkste adviseurs van de koning toen deze in 1814 Parijs bezocht voor vredesbesprekingen na de nederlaag van Napoleon bij Leipzig.

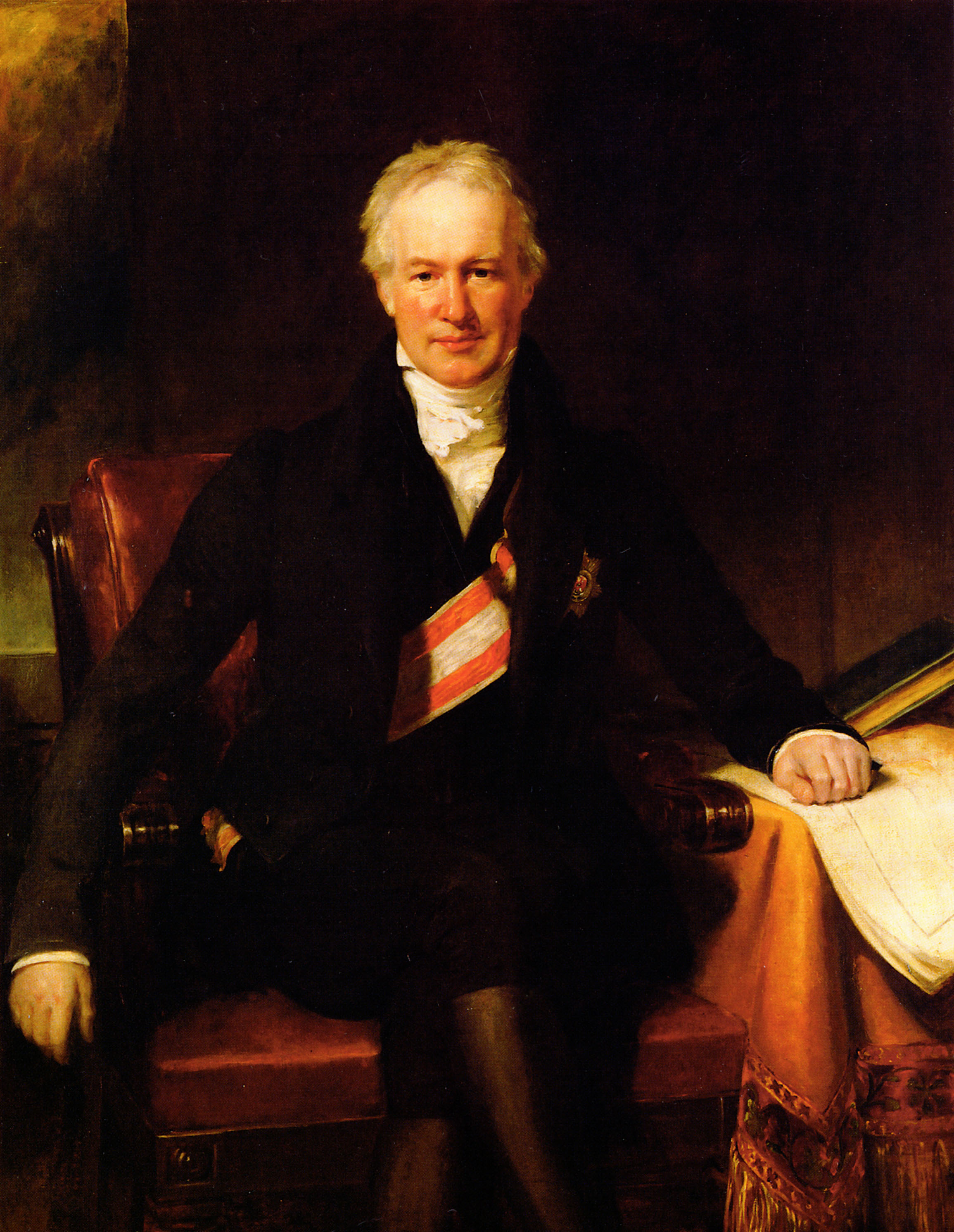
Humboldt door Henry William Pickersgill in 1831.

In Parijs was Humboldt een belangrijk lid van de wetenschappelijke elite. Zo was hij in 1807 een van de oprichters van de Société d'Arcueil. Hij was bevriend met de natuurkundige Dominique François Jean Arago, die ook lid van dit genootschap werd. In deze tijd speelde Humboldt met de gedachte een nieuwe onderzoeksreis te maken, ditmaal niet in westelijke richting, maar in oostelijke. Door de resultaten van de twee expedities met elkaar te vergelijken, zou een gedetailleerd beeld van de bevolking, natuur en geografie van de gehele tropen kunnen ontstaan. Hoofdzakelijk was hij geïnteresseerd in Voor-Indië, de Himalaya en Tibet. Hij ontving aanbiedingen uit Rusland om deel te nemen aan expedities naar de Kaukasus en Siberië, maar deze sloeg hij af omdat deze streken hem minder interesseerden en hij de opzet te beperkt vond. Na Napoleons Russische veldtocht was het bovendien enige jaren onmogelijk een reis in die richting te organiseren. In 1817 was Humboldts broer Wilhelm Pruisisch ambassadeur in Londen. Wilhelm maakte van zijn functie gebruik om financiering van een expeditie naar Brits-Indië voor zijn broer te bedingen bij de Britse prinsregent en de directeur van de East India Company. De Pruisische koning Friedrich Wilhelm III zorgde voor een aanvullend bedrag. Na twee jaar intensieve voorbereiding moesten de reisplannen echter weer afgeblazen worden. Wat precies de oorzaak is achter het mislukken van Humboldts Aziatische plannen, is onbekend. Mogelijk trok de East India Company haar hulp in omdat ze bang waren voor Humboldts kritische blik en afkeur van koloniaal gezag.
Ondertussen bleef het werk aan Humboldts reisverslag gestaag vorderen. Naast een groot aantal geleerden van diverse vakdisciplines werkten ook rond de 50 illustratoren mee, waaronder schilders, tekenaars, cartografen en kalligrafen. Als het werk niet aan Humboldts perfectionisme voldeed, liet hij op eigen kosten nieuwe platen maken. Toen in 1827 het werk voor publicatie gereed gemaakt kon worden, riep de Pruisische koning zijn kamerheer ten slotte terug naar Berlijn. Het reisverslag werd uiteindelijk gepubliceerd onder de naam Voyage de Humboldt et Bonpland (23 delen, 1805-1834).
Terug in Berlijn werd Humboldt een spil binnen de wetenschappelijke wereld aldaar. Hij gaf aan de universiteit colleges, die vanwege zijn beroemde naam en welbespraaktheid zo druk bezocht werden dat hij ze vrij toegankelijk in de Sing-Akademie voortzette, waar een grote zaal ter beschikking stond. Onder zijn toehoorders bevonden zich alle lagen van de bevolking, van de koning tot dagarbeiders. Er was zelfs een apart vak ingericht voor vrouwen. Het lukte Humboldt een breed publiek in algemeen begrijpelijke verwoordingen te fascineren en interesse te wekken voor geografische en natuurwetenschappelijke kennis. Daarnaast was Humboldt in 1828 organisator en voorzitter van een prestigieus natuurwetenschappelijk congres, dat internationaal maatstaf zou worden voor verdere congressen en bijeenkomsten van wetenschappers.

### Rusland

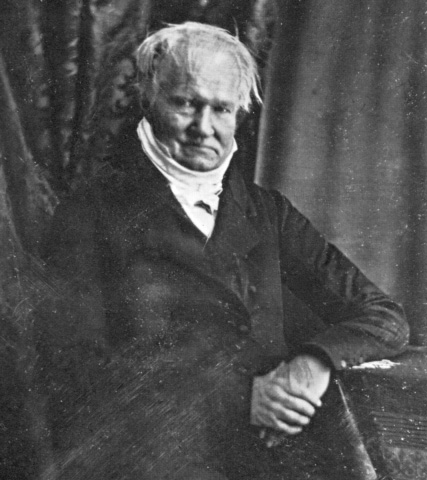
Alexander von Humboldt, daguerreotypie uit 1847.

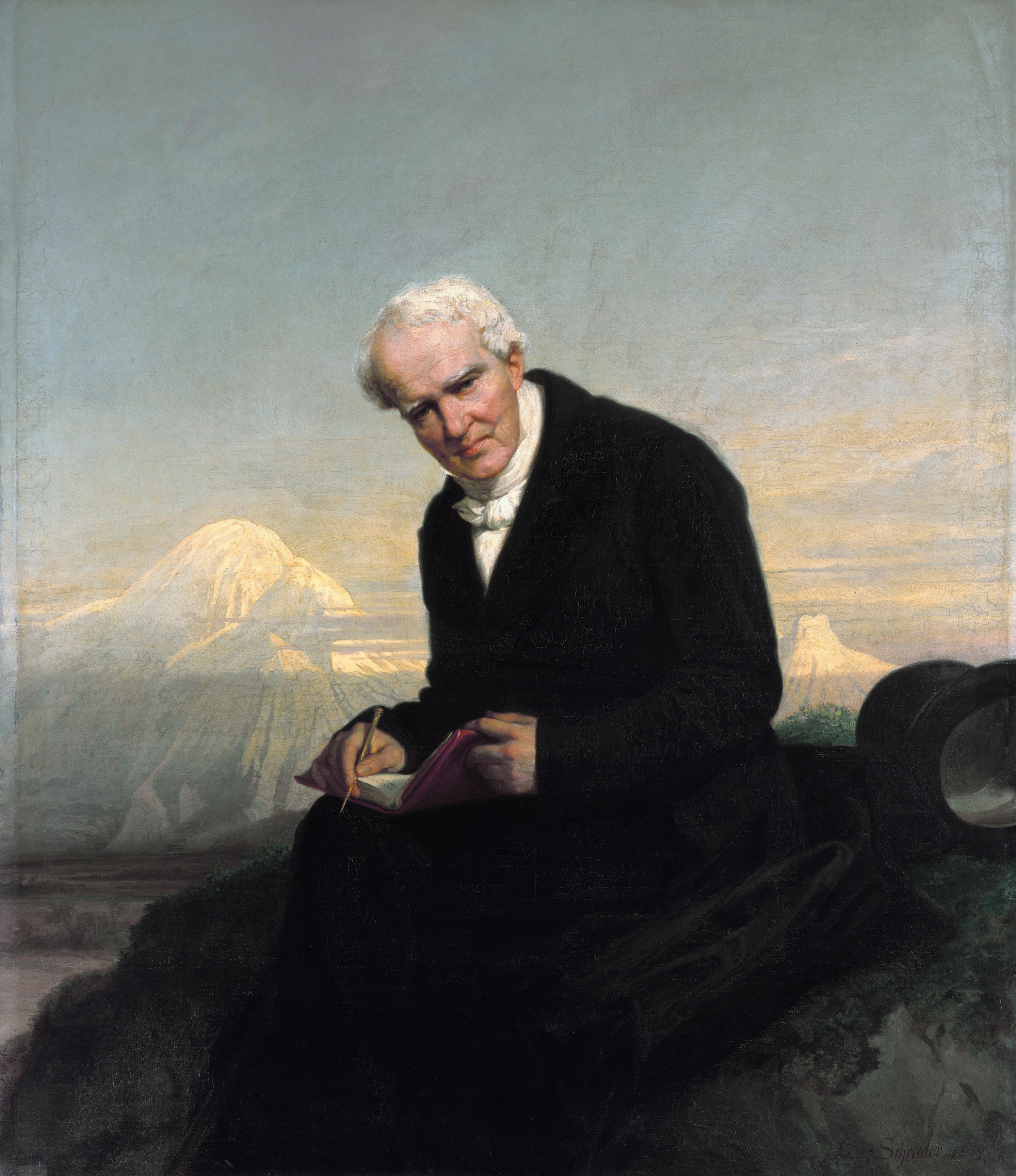
Alexander von Humboldt bij de Chimborazo. Geschilderd in 1859 (Julius Schrader)

In 1829 leidde Humboldt een wetenschappelijke expeditie naar Siberië. Hoewel de reis in oorsprong een geologische doelstelling had, richtte zijn aandacht zich opnieuw op een veel breder spectrum. In 1845 begon hij met het uitgeven van de Kosmos, waarin hij in vijf dikke delen probeerde diverse takken van wetenschappelijke kennis te verenigen. Als een der eersten probeerde hij in zijn werk de wetenschap enigszins te populariseren.
Hij overleed in 1859, op bijna negentigjarige leeftijd, nadat hij twee jaar eerder een herseninfarct had gehad.

## Betekenis
Humboldts reis naar Amerika geldt als zeer belangrijk voor de ontwikkeling van de wetenschap. Het verslag beweegt zich over vrijwel het volledige spectrum van het menselijke weten: Humboldt bestudeerde de oorsprong en de route van tropische onweren, de verhoging van magnetische intensiteit van de evenaar tot de polen, verklaarde vulkanologische verschijnselen, deed onderzoek naar het verband tussen geografisch milieu en plantendistributie, pionierde in het gebruik van isothermen, enzovoort.  
Humboldt wordt in de 21e eeuw in toenemende mate gezien als een voorloper van de studie der ecologie, daar hij in veel van zijn werk de nadruk legde op de wederzijdse beïnvloeding van soorten en van door verschillende takken van wetenschap bestudeerde verschijnselen. Zo uitte hij reeds tijdens zijn Amerikareis kritiek op de verregaande ontbossing en voorspelde catastrofale gevolgen hiervan voor het klimaat.
Met zijn onderzoeksreis legde hij de grondslag voor wetenschappen zoals de fysische geografie en meteorologie. De Humboldtstroom, de belangrijkste oceaanstroom van Zuid-Amerika, die door Humboldt werd bestudeerd, kreeg zijn naam. Andere door Bonpland en hem bestudeerde objecten waren vulkanen, de sidderaal en guano, en vele andere onderwerpen in de levende en niet-levende natuur.
Tijdens zijn reis ontdekte hij vele nieuwe plantensoorten, waaronder Melastoma coccinea. In die plant zit een geneesmiddel tegen de tropische ziekte malaria.
Alexander von Humboldt werd opgenomen in de exclusieve Orde "Pour le Mérite". In 1852 kreeg hij de Copley Medal. Naast de Humboldtstroom is onder andere de in Venezuela liggende berg Pico Humboldt naar hem vernoemd. Verder is er de Humboldtpinguïn.
In de Budapester Straße in Berlijn en in Philadelphia staat een standbeeld van Von Humboldt.
- Bibsys: 90087311
- Biblioteca Nacional de Chile: 000040413
- Biblioteca Nacional de España: XX1721460
- Bibliothèque nationale de France: cb119080343 (data)
- Author citation (botany): Humb.
- Catàleg d'autoritats de noms i títols de Catalunya: 981058521784306706
- CiNii: DA02510303
- Digitale Bibliotheek voor de Nederlandse Letteren: humb017
- Stuttgart Database of Scientific Illustrators 1450–1950: 3746
- Gemeinsame Normdatei: 118554700
- International Standard Name Identifier: 0000 0001 2144 1671
- Library of Congress Control Number: n80051862
- Nationale Bibliotheek van Letland: 000165059
- Base Léonore: LH//1326/47
- Mathematics Genealogy Project: 234382
- Bibliotheek van het Japanse parlement: 00620845
- Nationale Bibliotheek van Tsjechië: jn20000603067
- Nationale bibliotheek van Australië: 36059683
- Nationale Bibliotheek van Israël: 987007262944505171
- Nationale Bibliotheek van Polen: a0000001185198
- Nationale Bibliotheek van Roemenië: 000104814
- Nationale en Universitaire bibliotheek Zagreb: 000058291
- Nederlandse Thesaurus van Auteursnamen: 068351976
- Réseau des bibliothèques de Suisse occidentale: 02-A000082208
- RKD-Nederlands Instituut voor Kunstgeschiedenis: 40585
- Russische Staatsbibliotheek: 000021472
- Istituto Centrale per il Catalogo Unico: CFIV119109
- LIBRIS: 207611
- SNAC: w68735qb
- Système universitaire de documentation: 027399427
- Museum of New Zealand Te Papa Tongarewa: 50161
- Trove: 1204265
- Union List of Artist Names: 500023604
- Virtual International Authority File: 95193235
- WorldCat: E39PBJr3r9Kyybk7b4JKK3ChHC